# Jennifer Anne Thomas
Jennifer Anne Thomas, CBE FRS FInstP, es una física británica y profesora en la Escuela universitaria de Londres.

## Educación
Se tituló en ciencias con honores de Bedford College, Universidad de Londres, en 1981. Recibió su título de doctorado en física de partícula de la Universidad de Oxford en 1983 por la investigación sobre desintegraciones semi-leptónicas de quarks pesados supervisados por Michael G. Bowler.

## Carrera e investigación
Thomas tuvo un puesto de investigación postdoctoral en la Universidad Imperial y Deutsches Elektronen-Synchrotron (DESY) en Hamburgo de 1985 a 1985. Ella fue miembro de CERN de 1985 a 1989 y trabajó allí en el digitalizador de proyección del tiempo (TPC) para el experimento ALEPH. Fue asistente de investigación en el Instituto Max Planck de Física en Múnich de 1989 a 1991. Después hizo parte del personal científico del Laboratorio Superconducting Super Collider en Dallas, Texas. En 1994, regresó a Oxford como agente de investigación en el experimento propuesto MINOS. Ella trajo este experimento a la Escuela universitaria de Londres en 1997. A 2017 su trabajo se centró en la física de los neutrinos, es la co-portavoz del experimento MINOS  y es miembro de los experimentos NEMO-III y SuperNEMO.

## Premios y honores
Thomas fue galardonada como comandante de la orden más excelente del imperio británico en los Honores del cumpleaños 2011 . Fue elegida como miembro de la Sociedad Real (FRS) en 2017. Es también miembro del Instituto de Física y la Sociedad Física norteamericana.